# IJshockeyploeg van Gemenebest van Onafhankelijke Staten (mannen)
De IJshockeyploeg van Gemenebest van Onafhankelijke Staten is een team van ijshockeyers dat het Gemenebest van Onafhankelijke Staten vertegenwoordigde bij internationale wedstrijden en destijds bij de Big Six hoorde. Het team is ontstaan nadat eind december 1991 de Sovjet-Unie ophield te bestaan en de landen daarvan met uitzondering van de Baltische staten overgingen naar het Gemenebest van Onafhankelijke Staten. Het is ontbonden na deelname aan de Olympische Spelen 1992 en in haar korte bestaan zeer succesvol geweest door na drie vriendschappelijke wedstrijden en twee oefentoernooien Olympisch kampioen te worden. 

## Gespeelde wedstrijden
Oefenwedstrijden

19-1-1992 (Vorarlberghalle, Feldkirch):  GOS -  Oostenrijk 7-2

22-1-1992 (BCF Arena, Fribourg):  GOS -  Canada 7-2

25-1-1992 (PalAlbani, Varese:)  GOS -  Italië 4-2

 Sweden Hockey Games 

Het GOS kwam uit met een B-team, speelde alle wedstrijden in de Ericsson Globe, Stockholm en eindigde op de 2e plaats met 4 punten en een doelsaldo van 5-6 achter Canada (5 pt., 7-4) en voor Tsjecho-Slowakije (nr. 3 op onderling resultaat met 2 pt., 4-7) en Zweden (2 pt., 7-6).

30-1-1992, R1:   GOS B -  Tsjecho-Slowakije 2-0

31-1-1992, R2  GOS B -  Canada 2-2

2-2-1992, R3  GOS B -  Zweden 1-4

Nissan Cup in Zwitserland

2-2-1992, HF: (St. Galler Kantonalbank Arena, Rapperswil):  GOS -  Finland 6-3

4-2-1992, Finale: (BCF Arena, Fribourg):  GOS -  Zwitserland 0-3

Olympische Spelen 1992

Het GOS speelde alle wedstrijden in Patinoire de Méribel, Méribel en eindigde in de voorronde in groep B met 8 uit 5 op onderling doelsaldo op de 2e plaats na Canada en voor Tsjecho-Slowakije

8-2-1992, R1:   GOS -  Zwitserland 8-1

10-2-1992, R2:  GOS -  Noorwegen 8-1

12-2-1992, R3:  GOS -  Tsjecho-Slowakije 3-4

14-2-1992, R4:  GOS -  Frankrijk 8-0

16-2-1992, R5:  GOS -  Canada 5-4

19-2-1992, KF:  GOS -  Finland 6-1

21-2-1992, HF  GOS -  Verenigde Staten 5-2

23-2-1992, Finale:  GOS -  Canada 3-1